# Дом Сырмаджиева
Дом Сырмаджиева (болг. къща на Сърмаджиев) — необарочное здание в центральном районе Софии, столицы Болгарии. Он расположен на пересечении бульвара Царя-Освободителя и улицы Кракра, между ректоратом Софийского университета и Орловым мостом. Дом был построен по проекту австрийско-болгарского архитектора Фридриха Грюнангера в 1903 году для юриста и дипломата Харалампи Сырмаджиева. С 1916 года он принадлежал Османской империи, а затем её преемнице — Турецкой Республике. Ныне дом Сырмаджиева служит резиденцией посла Турции в Болгарии.

## История
Харалампи (или Хараламби) Сырмаджиев был бессарабским болгарином, родившимся в Болграде (Российская империя) в 1860 году. После обучения и прохождения юридической практики в Бухаресте, а также окончания парижской Сорбонны Сырмаджиев поселился в княжестве Болгария в 1891 году и женился на Елене, которая родила ему четверых сыновей и дочь. Сырмаджиев работал юрисконсультом и генеральным секретарём Министерства иностранных дел Болгарии, а затем дипломатом в Белграде и Вене в период с 1895 по 1902 год. В 1902 году он вернулся в Болгарию, чтобы начать собственную частную юридическую практику. Сырмаджиев заказал проект своего дома архитектору Фридриху Грюнангеру, ведущему архитектору Болгарии в то время.
Сармаджиев умер в 1908 году, оставив дом своей семье. Однако финансовые и личные трудности вынудили в 1914 году его вдову Елену сдать дом в аренду властям Османской империи, которые два года спустя приобрели его в собственность. Первоначально дом Сырмаджиева использовался как здание посольства, а затем как резиденция посла Османской империей и впоследствии Турции.
В 1913—1915 годах в доме Сырмаджиева работал Мустафа Кемаль Ататюрк, бывший тогда османским военным атташе в Софии. Его кабинет сохранился и был переоборудован в небольшой музей Ататюрка, хотя и закрытый для широкой публики.
Через 10 лет после появления дома Сырмаджиева Фридрих Грюнангер построил для себя в австрийском Зальцбурге дом, почти идентичный софийскому и известный как вилла Хедвиг или вилла Грюнангер.
С 1998 года дом Сырмаджиева находится под государственной охраной как памятник культуры национального значения.

## Архитектура

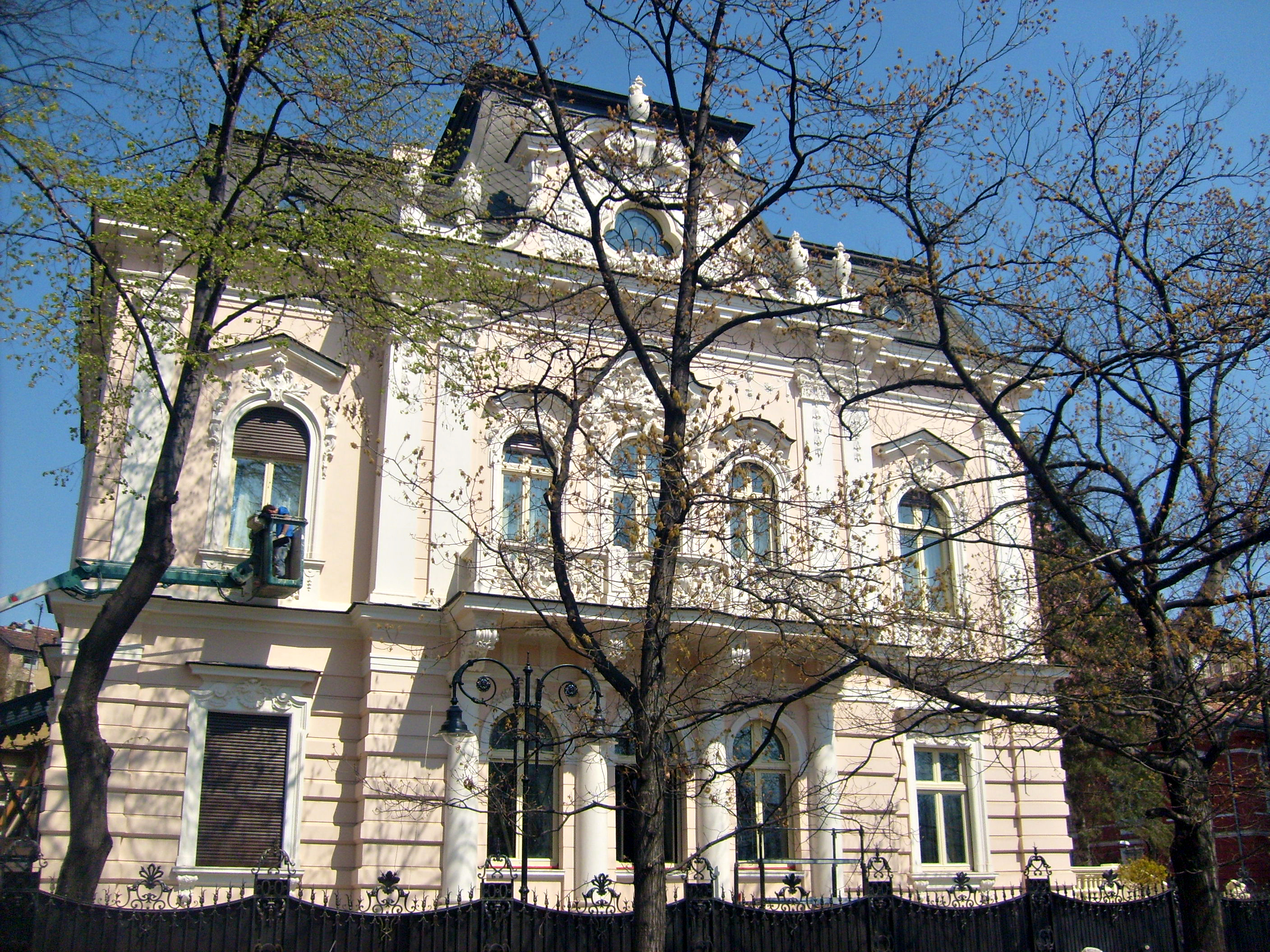
Фасад дома Сырмаджиева

Дом Сырмаджиева представляет собой двухэтажное здание, построенное в элегантном венском имперском барочном стиле. Кроме того, в его внешнем облике присутствуют элементы, характерные для венского сецессиона, рококо и средиземноморского Ренессанса.
К особенностям архитектуры дома можно отнести турель с плоской крышей, а также монументальный и богато украшенный фасад. Мансарда с жестяной крышей имеет деревянную конструкцию, а кирпичные стены дома опираются на деревянные балки. Рамы окон жалюзи изготовлены из дерева.
Витражный вестибюль связывает двор со внутренней частью дома. Коридор с французским камином и бюстом Ататюрка ведёт в столовую и в самую большую из трёх гостиных дома. В доме также есть зимний сад.
По своей архитектуре и истории дом Сырмаджиева во многом схож с домом Ябланского (1907), расположенным на противоположной стороне бульвара Царя-Освободителя. Оба этих здания были спроектированы Фридрихом Грюнангером в похожем стиле для выдающихся представителей болгарской элиты и впоследствии использовались в качестве посольств.